# Ганди, Кастурба
Кастурба Мохандас Ганди (11 апреля 1869 — 22 февраля 1944) — супруга Махатмы Ганди. Выдана замуж в 13 лет в 1882 году. Мохандас и Кастурба прожили вместе шестьдесят два года. В браке у них родилось четверо сыновей: Харилал Ганди (1888—1948), Манилал Ганди (1892—1956), Рамдас Ганди (1897—1969) и Девдас Ганди (1900—1957).

## Биография
Родилась 11 апреля 1869 года в Порбандаре. Её отцом был Гокуладас, а матерью Врайкунверба Кападия. Отец был бизнесменом и мэром города Порбандар. У пары было трое детей: два сына и дочь. В те дни девочкам не давали никакого образования. Кастур не училась в школе и была неграмотной.
По обычаям того времени детей обручали очень рано. Гокуладас искал подходящего мальчика, будущего мужа, для своей дочери. Состоятельной семьёй в Порбандаре была семья Ганди, семьи были знакомы. В возрасте восьми лет, родители договорились о будущем браке с Мохандасом Карамчандом Ганди и провели церемонию помолвки. Через шесть лет, когда девочке исполнилось тринадцать лет, она стала женой Мохандаса Карамчанда Ганди, невестка жила с семьёй Ганди. В это время Мохандас учился в средней школе. Он обучил жену чтению и письму. Супруги прожили вместе шестьдесят два года. Для мужа Кастурба была идеальной преданной и женой, следовавшей за мужем по жизни. В то же время, она была умной женщиной, принадлежала к уважаемой семье и воспитывалась должным образом и несмотря на традиционное послушание, могла отстоять своё мнение, умела принимать собственные решения.
У Кастурбы и Ганди было пять сыновей, старший из них умер вскоре после рождения. Хотя другие четыре сына (Харилал, Манилал, Рамдас и Девдас) дожили до зрелого возраста, Кастурба так и не смогла смириться со смертью первого ребёнка. Первые два сына родились до того, как Ганди впервые уехал за границу. Когда он уехал учиться в Лондон в 1888 году, она осталась в Индии. В 1896 году Кастурба Ганди с двумя сыновьями переехала жить к мужу в Южную Африку.
Позже, в 1906 году, Кастурба Ганди приняла обет целомудрия (брахмачарья) вслед за своим мужем. В прессе нередко появлялись слухи, что Кастурба считала, что принятие этого обета противоречит её традиционной роли индийской жены. Однако, Кастурба всегда опровергала домыслы прессы о том, что она несчастна. Родственники Кастурбы также говорили, что важнее всего для неё было желание быть преданной женой и повиноваться своему мужу.
Отношения Кастурбы с мужем можно описать следующей выдержкой из романа Рамачандры Гухи «Ганди до поста главы Индии»: «Они [супруги], как в эмоциональном, так и в сексуальном смысле, всегда были верны друг другу. Возможно, из-за периодических продолжительных разлук, Кастурба глубоко дорожила временем, проведённым совместно».

## Политическая карьера
Кастурба Ганди впервые занялась политикой в Южной Африке в 1904 году, когда вместе со своим мужем основала поселение Феникс недалеко от Дурбана.
В 1913 году она участвовала в акциях протеста против жестокого обращения с индийскими иммигрантами в Южной Африке, за что была арестована и 23 сентября 1913 года была приговорена к каторжным работам. Находясь в тюрьме, она учила женщин молитве и поощряла в стремлении обучаться грамоте.
Кастурба с мужем покинули Южную Африку в июле 1914 года и вернулись в Индию. Несмотря на хронический бронхит, Кастурба Ганди продолжала участвовать в гражданских акциях неповиновения и протестах по всей Индии и часто занимала место своего мужа, когда тот находился в тюрьме. Большая часть её времени была посвящена помощи людям и служению в ашрамах. Часто её называли «Ба» (уменьшительно-ласкательное от Кастурба) или «мать». Между Ганди и его супругой имелись, однако, и некоторые разногласия, в частности, по вопросу о воспитании детей. Ганди считал, что сыновья не заслуживают особого отношения, тогда как Кастурба полагала, что её муж уделяет им мало времени.
В 1917 году Кастурба работала в сфере благотворительности, помогая женщинам в Чампаране (ныне штат Бихар). Она преподавала женщинам гигиену, начала медицины и первой помощи, обучала чтению и письму. В 1922 году она участвовала в движении «Сатьяграха» (ненасильственное сопротивление) в Борсаде (ныне штат Гуджарат), несмотря на слабое здоровье. Она не принимала участия в знаменитом «соляном походе», организованном Ганди в 1930 году, но продолжала принимать участие во многих кампаниях и движении за гражданское неповиновение. Следствием этой деятельности были многочисленные аресты и тюремные заключения.
В 1939 году Кастурба приняла участие в ненасильственных протестах против британского правления в Раджкоте, поскольку местные женщины попросили её выступить от их имени. После этого Кастурба была вновь арестована и содержалась в одиночном заключении в течение месяца. Её здоровье ухудшилось, но она продолжала бороться за независимость Индии. В 1942 году она была снова арестована вместе с Ганди и другими борцами за свободу за участие в движении «Оставь Индию». Она была заключена во дворце Ага Хана в Пуне, штат Махараштра. К этому времени она была очень больна.
В 1944 году, в возрасте семидесяти четырёх лет, жена Махатмы Ганди Кастурба заболела воспалением лёгких, перенеся перед этим инфаркт. Пенициллин, недавно изобретённый первый антибиотик, тогда ещё не был широко доступен, традиционные методы лечения не помогли, и через несколько дней Кастурба скончалась.
Ганди писал о своей жене:
«С самых ранних лет совместной жизни она была очень упрямой. Несмотря на мои усилия, она делала то, что хотела. Это приводило к разногласиям, коротким или долгим, между нами. Но поскольку моя общественная жизнь стала публичной, моя жена расцвела и сознательно растворилась в этой работе».
В письме от 29 октября 1936 года из Вардхи, адресованному государственному и политическому деятелю Индии Раджкумари Амриту Кауру, Ганди пишет:
«Можно сказать, что с детства моей особой миссией было дать женщине осознание своего достоинства. Когда-то я сам был рабовладельцем, но Ба оказалась непокорным рабом и таким образом открыла мне глаза на мою миссию».
В Индии есть школы, носящие имя Кастурбы Ганди, стоит храм в честь Махатмы Ганди, где установлен его мурти (статуя) и мурти его жены — Кастурбы.